# Бровь

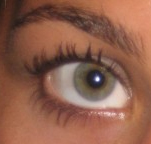
Женская бровь

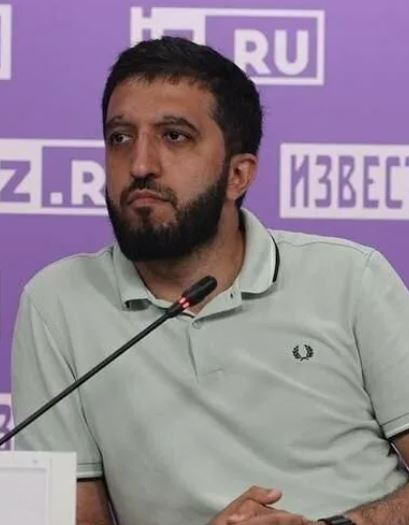
Алопеция бровей характеризуется полной или частичной потерей волос на бровях и ресницах. Выступает как изолированная патология или проявление системного процесса

Бро́вь — дугообразное возвышение кожи над глазницей, имеющее волосяной покров и снабжённое особым мускулом, corrugator supercilii.[уточнить] Оттеняет глаз от падающего сверху света и защищает от стекания пота и других жидкостей.
Брови являются средством коммуникации, с их помощью мимически выражаются такие эмоции, как удивление, испуг, недовольство и прочее.
Брови с давних времён — один из объектов внимания моды: существует косметика для подкрашивания бровей, технологии оформления бровей, средства для придания им формы (например, выщипывание), пирсинг.

## Функции бровей
Было предложено несколько теорий, объясняющих функцию бровей у людей, в том числе то, что их основная функция заключается в предотвращении попадания влаги, в основном соленого пота и дождя в глаза. Другой вариант, — четко видимые брови обеспечивали безопасность от хищников, когда ранние группы гоминидов начали спать на земле.
Однако недавние исследования показывают, что брови у людей развились как средство общения и что это — их основная функция. У людей развился гладкий лоб с видимыми волосатыми бровями, способными к широкому диапазону движений, которые способны выражать широкий спектр тонких эмоций, включая узнавание и симпатию. Таким образом, брови, по-видимому, играют важную роль в выражении эмоций и в производстве других социальных сигналов, а также могут способствовать половому диморфизму.

## Брови в культуре

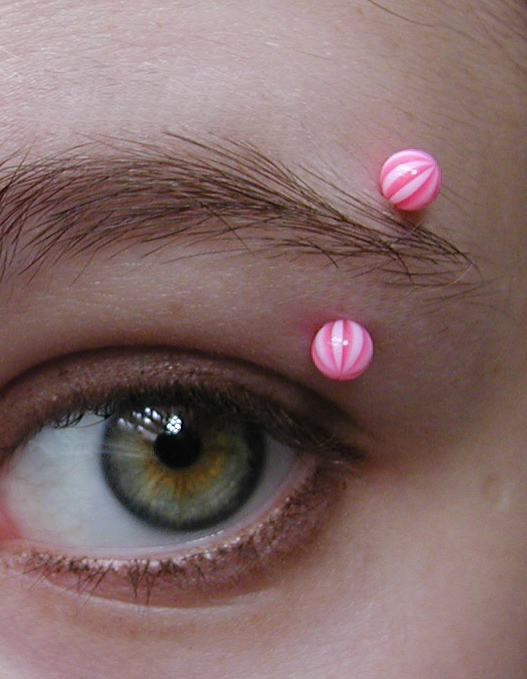
Пирсинг бровей

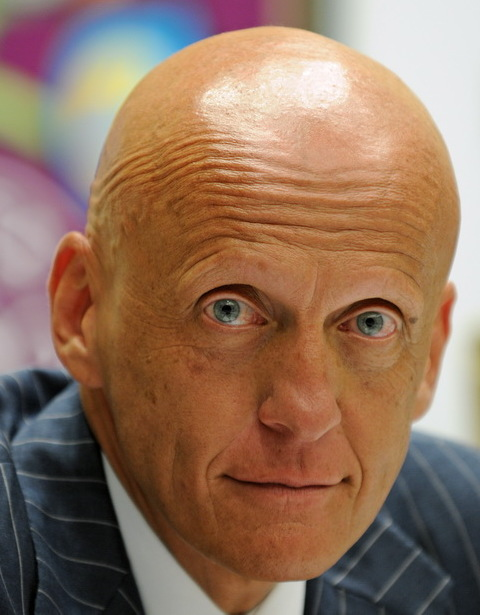
Брови при тотальной алопеции. Пьерлуиджи Коллина

## Эволюция формы бровей

глаз Гора

Египетские мужчины и женщины наносили макияж из-за придаваемой ему сверхъестественной силы. Как дань уважения богу Гору, они подводили глаза густым слоем черной краски, а это означало, что брови должны были быть столь же выдающимися. Они затемняли, выгибали и удлиняли брови, окрашивая их углеродными или оксидными красителями. Подводку для глаз и бровей — кохль (более распространено индийское название «кайал») — придумали египтяне. Ее изготавливали из сурьмы, которая благодаря своим целебным свойствам, защищает от бактерий и снимает раздражение.
Древние греки делали акцент на чистоте, и это отражалось в женских ритуалах красоты. Часто замужние женщины демонстрировали  естественный вид, в то время как незамужние подкрашивали брови черным ладаном или смесью из козьего молока и древесной смолы. Красить брови замужним женщинам считалось дурным тоном. Моно-бровь была признана греками красивой чертой  внешности. Как и у римлян. Это считалось знаком интеллекта, и его носили самые известные красивые женщины того времени. Также, в  Древнем Риме женщины использовали накладные брови, сделанные из ворса козы. Такие брови крепились к лицу при помощи древесной смолы.
В Древнем Китае на форму бровей обращали серьезное внимание. При одних династиях в моде были  узкие и длинные брови, при других, напротив, — широкие и короткие. Например, во времена правления династии Хань женщинам, предстающим перед императором Ву, нужно было красить брови в яркий сине-зеленый оттенок. Его давала персидская краска индиго, которая стоила в те времена очень дорого и указывала на состоятельность дамы.
Японские красавицы в это время создали свой идеал: они сбривали брови, а потом рисовали заново. В период Хэйан было модно белить лица пудрой, красить губы красным, брови сбривать, а затем рисовать их тушью высоко на лбу. Такой образ позднее стал частью стиля «Шинуазри», но за пределами Японии он больше нигде не прижился.
В эпоху Средневековья женщины не красили лица и волосы, это строжайше запрещалось церковью. Со временем влияние церкви еще сильнее распространилось на женскую красоту. Волосы покрывали различными чепцами. Поэтому женщины обращали особое внимание на свои куполообразные лбы, желанную черту того времени, сильно выщипывая брови. В то время как тонкие, едва заметные брови были стандартом, в Елизаветинскую эпоху многие женщины окрашивали свои брови в красноватые тона подражая королеве Елизавете.
В начале 20-го века в моду вошли очень тонкие брови. Чтобы придать им правильную форму, женщины, по примеру Марлен Дитрих, сбривали свои и рисовали новые брови – идеально ровные, как ниточки.
В 30-е годы мода на тонкие брови не прошла, как и десятилетие назад, но форма стала более «драматичной» — брови рисовали театрально изогнутыми, будто выражающими постоянное удивление на лице. Эталоном красоты того периода стала Грета Гарбо – именно она задала моду на такую форму.
В 40-е годы, после войны, в мире начал культивироваться образ женщины-хранительницы домашнего очага, которая заботится о семье и доме. Заниматься выщипыванием тонких бровей некогда, поэтому они приобретают естественную форму, но с заостренным кончиком, как у актрисы Грейс Келли. Её образ стал эталоном красоты 40-х: женственный, мягкий и лишенный всякой агрессии. Недостающую длину и заостренность формы дорисовывали карандашом.